# یان شیماک
یان شیماک (چکی: Jan Šimák؛ زادهٔ ۱۳ اکتبر ۱۹۷۸) بازیکن فوتبال اهل جمهوری چک بود.
از باشگاه‌هایی که در آن بازی کرده‌است می‌توان به باشگاه فوتبال بلشانی، باشگاه فوتبال هانوفر ۹۶، باشگاه فوتبال کارل زایس ینا، باشگاه فوتبال اسپارتا پراگ، باشگاه فوتبال ماینتس ۰۵، باشگاه فوتبال بایر ۰۴ لورکوزن، و باشگاه فوتبال اشتوتگارت اشاره کرد.
وی همچنین در تیم ملی فوتبال جمهوری چک بازی کرده‌است.